# Alfredo Zayas y Alfonso

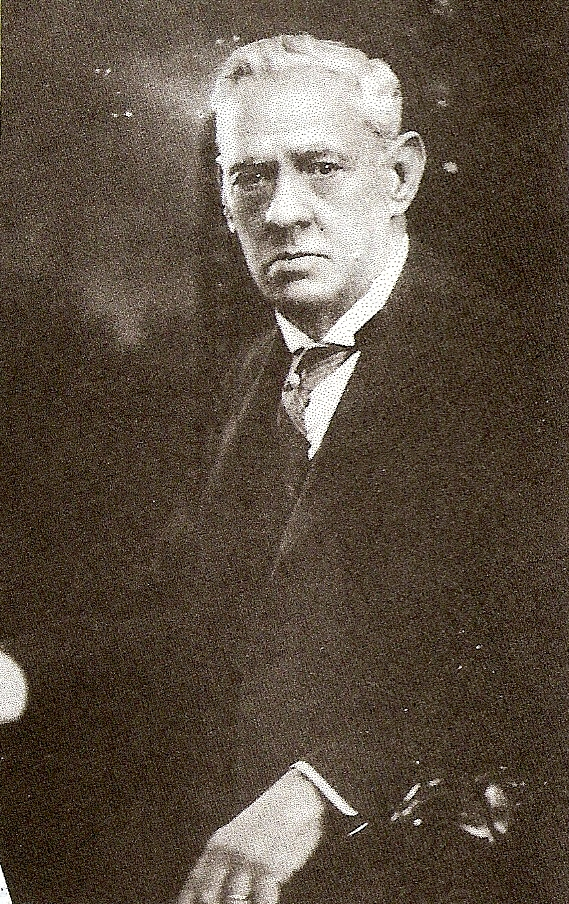
Alfredo Zayas y Alfonso, 4e président de la république de Cuba.

Alfredo de Zayas y Alfonso (21 février 1861, La Havane, Cuba – 11 avril 1934, La Havane, Cuba) est un avocat, poète et homme d'État cubain. Il a été procureur, juge, maire de La Havane, secrétaire de la Convention constitutionnelle, sénateur en 1905, président du Sénat en 1906, vice-président de Cuba entre 1908 et 1913 puis président de Cuba du 20 mai 1921 au 20 mai 1925.

## Biographie

### Début
Né à La Havane dans une famille aristocratique qui possédait depuis longtemps des plantations de cannes à sucre, il était le 5e enfant du Dr José María de Zayas y Jiménez (1824–1887), un avocat célèbre et un éducateur, et de Lutgarda Alfonso y Espada (1831–1898). Il était le frère du Dr Juan Bruno de Zayas y Alfonso (1867–1896), un médecin et héros révolutionnaire qui mourut pendant la guerre d'indépendance de Cuba, et du Dr Francisco de Zayas y Alfonso (1857–1924), un long moment Ambassadeur de Cuba à Paris et à Bruxelles. Étant un des chefs de l'insurrection cubaine de 1895, il cessa d'utiliser dans son nom la particule « de » qui avait une sonorité qui pouvait faire penser à la noblesse et devint simplement connu comme Alfredo Zayas. À côté de ses activités professionnelles pleines de succès, il fut un membre actif dans les cercles littéraires cubains et fut coéditeur du journal "Cuba Literaria".

### Durant la dernière guerre cubaine pour l'indépendance
Zayas était un intellectuel, pas un chef militaire, et peu après le début de la guerre cubaine d'indépendance de 1895-1898, il fut déporté en Espagne, où il écrivit quelques-unes de ses meilleures poésies dans le Cárcel Modelo de Madrid, publiées plus tard dans ses Obras Completas, Vol. 1, Poesia. Zayas était quelquefois qualifié comme « le président civil érudit », car au contraire de son prédécesseur et de son successeur, il n'avait aucune expérience dans l'art militaire.

### Fin de vie
Il ne se représenta pas pour une nouvelle élection et dévoua ses dernières années à donner des conférences et à poursuivre sa production littéraire et son intérêt pour l'histoire, y compris la publication de son œuvre majeure, le volume 2 de Lexicografia Antillana, qui a été édité pour la première fois en 1914. Il occupa le poste de Président de l'Academia de la Historia jusqu'à sa mort. Gerardo Machado fut élu mais devint dictatorial, et après une série de coups d'état qui suivirent, Machado fut forcé de démissionner et Fulgencio Batista arriva au pouvoir.

### Vie privée et famille
En 1884, Zayas se marie avec Margarita Térésa Claudia del Carmen Arrieta y Diagoet. Ils eurent quatre enfants, Margarita (1886–1964), Alfredo (1888–1929), Francisco (1889–1934) et Maria-Térésa Zayas Arrieta (1892–1952). En 1914, il se remaria avec Maria de la Asuncion Jaen y Planas. Il eut hors mariage un autre enfant, Alfredo Zayas y Mendez (1916- ). Son arrière-petit-fils est l'avocat et historien Alfred-Maurice de Zayas.

### Alfredo Zayas
- :Alfredo Zayas, Obras Completas, Vol.I: Poesías, Vol.2 Discursos y Conferencias, La Habana 1941-42.
- :Alfredo Zayas, Un Capítulo de la Historia de Cuba, La Habana, 1916.
- :Alfredo Zayas, Lexicografía Antillana, Bd. 1-2, La Habana, 1931-32.
- :Alfredo Zayas, La Poesía Patriótica en Cuba hasta 1868, Academia Nacional de Artes y Letras, La Habana, 1931.
- :Alfredo Zayas, El presbiterio don José Augustin Caballero y su vida y sus obras, La Habana, 1891.
- :Alfredo Zayas, La Evolución Social, La Habana, 1891.
- :Alfredo Zayas, Por la Gloria de Luz y Caballero, La Habana, 1909.

### Autres auteurs
- :Nestor Carbonell Cortina: Perfil Histórico del IV Presidente de Cuba Republicana Alfredo Zayas y Alfonso, San Juan, Puerto Rico, 1985.
- :Jose Manuel Carbonell, Evolución de la Cultura Cubana. La Habana, Imp. Montalvo y Cardenas, 1928, Tomo III (La Oratoria en Cuba) pp. 102–105, Tomo IV, 30f.
- :Juan J. Remos, Historia de la Literatura Cubana, Miami, Mnemosyne Publishing Co., 136f.
- :Vidal Morales, Iniciadores y Primeros Mártires de la Revolucion Cubana, La Habana, La Moderna Poesia, 1931 Tomo III, pp. 113ff.
- :Carlos Márquez Sterling, Historia de Cuba, Miami, pp. 289ff.
- :Carlos Márquez Sterling & Manuel Márquez Sterling, Historia de la Isla de Cuba, 1975, New York, Regents Publishing Co. pp 178–181
- :Fernando de Zayas, Prosa y Versos, La Habana 1909
- :Harry Frank Guggenheim, The United States and Cuba : A Study in International Relations, New York, Arno Press, 1970, pp. 156ff.
- :Francisco Lopez Leiva : Juan Bruno Zayas, General de Brigada del Ejercito Libertador. La Habana, 1922.
- :Emilio Roig de Leuchsenring, Historia de la Enmienda Platt : Una Interpretacion de la Realidad Cubana, La Habana, 1935.
- :Francisco Xavier de Santa Cruz, Historia de Familias Cubanas, Editorial Hércules, La Habana, 1943.

Voir aussi les entrées respectives dans l' Enciclopedia universal Espasa Calpe et dans le New Biographical Dictionary du Merriam Webster.

### La guerre de Chambelona
- González, Reynaldo, Nosotros los liberales nos comimos la lechona, 1978. Éditorial de Ciencias Sociales. La Havana
- Waldemar Leon, Caicaje: Batalla Final de una Revuelta. pp. 100–103, 113
- Morales y Morales, Sobre la guerra civil de 1917, Vidal 1959 (imprimé en 1962). Documentos del Siglo XX, Boletín del Archivo Nacional. Volume 58 pp. 178–256.
- Portell Vila, Herminio La Chambelona en Oriente. pp. 12–13, 112-125.